# Anders Lönn (politiker)
Anders Paul Fredrik Lönn, född 23 juli 1968 i Sankt Laurentii församling i Söderköping, är en svensk politiker (socialdemokrat). Han var från oktober 2014 till januari 2016 statssekreterare vid utbildningsdepartementet under Helene Hellmark Knutsson. Tidigare har han varit generalsekreterare för Mälardalsrådet och kanslichef hos socialdemokraterna i Stockholms läns landsting.